# ЮНИДО
Организация Объединённых Наций по промышленному развитию, ЮНИДО (англ. UNIDO — United Nations Industrial Development Organization, фр. ONUDI) — специализированное учреждение Организации Объединённых Наций (ООН), миссия которой, как изложено в Лимской декларации, принятой на пятнадцатой сессии Генеральной конференции ЮНИДО в 2013 году, заключается в содействии и ускорении инклюзивного и устойчивого промышленного развития (ISID от Inclusive and Sustainable Industrial Development) в государствах-членах, а также продвижении международного промышленного сотрудничества.
Штаб-квартира ЮНИДО находится в Вене Австрия. Имеются постоянные представительства в более чем 60 странах. По состоянию на апрель 2019 года ЮНИДО насчитывает 170 государств-членов, которые определяют политику, программы и принципы организации в рамках проводимой раз в два года Генеральной конференции.
ЮНИДО была создана в 1966 году Генеральной Ассамблеей ООН для содействия и ускорения индустриализации развивающихся стран, которые вышли из деколонизации и практически не имеют промышленной базы. В 1979 году она стала одним из 15 специализированных учреждений ООН, а её новый устав вступил в силу в 1985 году. С момента своего основания организация несколько раз перестраивалась и реформировалась; Лимская декларация 2013 года расширила её миссию, включив в неё содействие «инклюзивному и устойчивому промышленному развитию» (ISID), определяемое как приносящее пользу большему количеству людей при сохранении окружающей среды. ЮНИДО является членом Группы ООН по вопросам устойчивого развития, нацеленной на достижение целей в области устойчивого развития.
С 2018 по 2021 год стратегические приоритеты ЮНИДО включают создание общего развития стран; продвижение экономической конкурентоспособности; охрану окружающей среды; укрепление знаний и институтов. Каждая из этих целей должна быть достигнута посредством технического сотрудничества, консультирования по вопросам политики, анализа и исследований, разработки единых стандартов и контроля качества, а также партнерства для передачи знаний, создания связей и промышленного сотрудничества.
В ЮНИДО занято около 670 сотрудников, и ежегодно она пользуется услугами около 2800 международных и национальных экспертов, примерно половина из которых в развивающихся странах, работающие в различных проектах по всему миру.

## Сведения общего характера
Целесообразность ISID как комплексного подхода ко всем трем основным аспектам устойчивого развития (экономический, социальный и экологический) признана в «Повестке дня в области устойчивого развития на период до 2030 года» и связанных с ней Целях в области устойчивого развития, которые будут определять направление усилий ООН и государств-членов по обеспечению устойчивого развития в последующие 15 лет. Мандат ЮНИДО полностью отражен в Цели 9: «Создание стойкой инфраструктуры, содействие всеохватной и устойчивой индустриализации и инновациям». Однако, актуальность ISID в большей или меньшей степени применима ко всем Целям в области устойчивого развития.
Соответственно, основные приоритеты деятельности организации, как изложено Среднесрочном обзоре рамок среднесрочной программы на 2018—2021 годы, составляют четыре стратегических направления:
- создание общего процветания;
- развитие экономической конкурентоспособности;
- защита окружающей среды;
- укрепление знаний и институтов.

Каждое из этих стратегических направлений деятельности содержит ряд отдельных программ, которые осуществляются на комплексной основе для достижения наиболее эффективных результатов посредством четырёх вспомогательных функций ЮНИДО:
- техническое сотрудничество;
- аналитические и исследовательские функции и консультативные услуги по вопросам политики;
- нормативные функции и функции по установлению стандартов качества;
- совместная работа и поддержание партнерских связей для передачи знаний и промышленного сотрудничества.

Выполняя свою миссию, ЮНИДО значительно расширила свои технические услуги за последние десять лет. В то же время Организация активизировала мобилизацию финансовых ресурсов, что свидетельствует о растущем международном признании ЮНИДО как каталиста и эффективного поставщика услуг промышленного развития.
ЮНИДО была создана в качестве автономного органа в рамках ООН в 1966 году со штаб-квартирой в Вене, Австрия, и стала специализированным учреждением ООН в 1985 году.
В 2004 году ЮНИДО учредила Программу Послов доброй воли ЮНИДО.
С 2009 году ЮНИДО выпускает специализированный журнал о промышленном развитии «Making It: Industry for Development» (недоступная ссылка).
В 2020 году ЮНИДО стала объектом проверки Счётной палаты Российской Федерации: впервые российские государственные аудиторы провели свой первый международный аудит — проверили финансовую отчетность зарубежной организации, а также проанализировали насколько эффективно она ведет свои бизнес-процессы.

## Стратегические приоритеты
Создание общего процветания
В качестве основного фактора экономического роста и расширения занятости частный сектор играет ведущую роль в борьбе с нищетой и в достижении Целей в области развития Декларации тысячелетия. Промышленное развитие с опорой на частный сектор вносит существенный вклад в обеспечение столь необходимых структурных изменений, которые могут вывести экономику беднейших стран на путь устойчивого экономического роста.
Промышленность обеспечивает благоприятные условия для развития предпринимательства, содействует привлечению инвестиций, способствует модернизации и развитию технологий, совершенствует навыки и создает квалифицированные рабочие места, а также закладывает фундамент для развития и расширения сферы услуг и сельского хозяйства через межотраслевые связи.
ЮНИДО предоставляет всеобъемлющий комплекс услуг, сконцентрированных на поощрении создания рабочих мест и дохода в целях преодоления проблемы нищеты. Эти услуги учитывают особые потребности развивающихся стран и варьируются от консультаций по вопросам промышленной политики до развития предпринимательства и МСП и от содействия инвестированию и передаче технологий до развития сельской энергетики в производственных целях.
Развитие экономической конкурентоспособности
Технические возможности развивающихся стран производить конкурентоспособную экспортную продукцию, отвечающую международным стандартам, являются ключевыми условиями для их успешного участия в международной торговле.
ЮНИДО — один из крупнейших поставщиков услуг, связанных с торговлей и развитием, предлагает консультации по конкретным вопросам и комплексное техническое сотрудничество в таких областях, как обеспечение конкурентоспособности, модернизация и переоснащение промышленности, соблюдение стандартов международной торговли, экспериментальные методы и метрология.
ЮНИДО помогает развивающимся странам и странам с переходной экономикой в достижении соответствия требованиям международных стандартов. Для разработки систем по обеспечению соответствия новым стандартам управления, производителям и сопутствующим институтам по поддержке промышленности необходима помощь в организации мероприятий по созданию потенциала, обеспечению информированности и распространению информации и ноу-хау.
Защита окружающей среды
Для достижения глобального устойчивого развития и успешной борьбы с проблемами изменения климата необходимы фундаментальные изменения в отношении общества к производству и потреблению. Любой прогресс по ликвидации бедности будет нежизнеспособным, если мы не сможем достичь необходимого экономического роста в рамках рационального природопользования. Сложно переоценить важность стимулирования более чистых и ресурсосберегающих способов производства и декаплинга экономического роста от загрязнения окружающей среды.
Нет такой страны, которая полностью решила бы вопросы управления отходами, очищения воды и загрязнения окружающей среды. Однако опыт показывает, что экологически рациональное вмешательство в обрабатывающую промышленность может быть высокоэффективным и значительно сократить негативное влияние на окружающую среду. В этом контексте стремление к инновациям и оптимизации технологического процесса, сути всех попыток модернизации промышленности, является важным средством разработки необходимых решений для создания более чистого производства, эффективного управления ресурсами, сокращения отходов и уровня загрязнения.
Также имеет место необходимость увеличения энергоэффективности обрабатывающей промышленности. Так как затраты энергии представляют собой важную часть стоимости производства, чистая энергия и энергоэффективность постепенно становятся основными определяющими факторами экономической конкурентоспособности и устойчивого роста.
Укрепление знаний и институтов
Укрепление знаний и институтов является приоритетным результатом, более важным чем другие направления. Оно освещает стратегическое направление Организации по укреплению базы знаний в области инклюзивного и устойчивого промышленного развития на уровне проектов, программ, стран и международных организаций, а также по наращиванию потенциала на техническом, политическом и нормативном уровнях.
Определённые действия будут зависеть от задач конкретной страны, вкладов и уровня интеграции в глобальную экономическую систему. При рассмотрении факторов, которые сегодня имеют самое важное значение для разработчиков стратегий, — как поддержать устойчивый рост, увеличить долю участия страны в международной торговле и глобализации, создать долгосрочную занятость, приносящую доход, и улучшить общее благосостояние своего народа — неудивительно, что создание рациональной промышленной стратегии остается главным приоритетом во всем мире. На всех уровнях развития промышленность может быть основным движущим фактором в борьбе с бедностью, обеспечении продовольственной безопасности и предотвращении социальной поляризации и фрагментации.

## Услуги
В декабре 1997 года был утверждён План действий в отношении будущей роли и функций ЮНИДО. Приоритетные направления, указанные в Плане, отражены в сформированных модулях технических услуг, оказываемых ЮНИДО. Для обеспечения индивидуального подхода модули услуг объединяются в пакеты комплексных услуг, оказываемых конкретным странам, путём выборки услуг из одного модуля, интеграции в один пакет элементов различных модулей или их объединения с мероприятиями других партнёров по ООН. На сегодняшний день объявлено оказание комплексных услуг в следующих областях:
- управление промышленностью и статистикой;
- содействие инвестированию и передаче технологий;
- конкурентоспособность промышленности и торговля;
- развитие частного сектора;
- агропромышленность;
- устойчивая энергетика и изменение климата;
- Монреальский протокол (вещества, разрушающие озоновый слой);
- рациональное природопользование.

Также индивидуальный подход при оказании услуг обеспечивается привлечением к работе ЮНИДО участников на местах.

## Факты и цифры

### Техническое сотрудничество
По состоянию на 31 декабря 2003 года стоимостное выражение осуществляемых программ и проектов ЮНИДО составило в общей сложности около 327,5 млн долл. США. Основными инструментами технического сотрудничества являются комплексные программы (КП) и рамки страновых услуг (РСУ). На 30 апреля 2004 года разработано 54 программы, большая часть которых активно осуществляется. Из общего объёма средств, уже выделенных на КП и РСУ, 39 % приходится на страны Африки к югу от Сахары, 31 % — на Азию и Тихий океан; 20 % — на регион арабских государств, 8 % — на Латинскую Америку и Карибский бассейн и 2 % — на Центральную и Восточную Европу.

### Финансовые ресурсы
Финансовые ресурсы ЮНИДО складываются из регулярного и оперативного бюджетов, а также специальных взносов на деятельность в области технического сотрудничества. Регулярный бюджет формируется из начисленных взносов государств-членов. Техническое сотрудничество финансируется главным образом за счёт добровольных взносов стран-доноров и учреждений, а также Программы развития Организации Объединённых Наций, Многостороннего фонда для осуществления Монреальского протокола, Глобального экологического фонда и Общего фонда для сырьевых товаров. Объём операций ЮНИДО на двухгодичный период 2004—2005 годов составляет около 356 млн евро.

### Персонал
Генеральный директор ЮНИДО д-р Канде К. Юмкелла приступил к исполнению своих обязанностей 8 декабря 2005 года. Организация состоит из трёх отделов, каждый из которых возглавляет директор-управляющий, бюро по вопросам организационной стратегии и обучения и отделений на местах. В центральных учреждениях и в других действующих отделениях ЮНИДО насчитывается 654 сотрудника. Кроме того, ЮНИДО ежегодно пользуется услугами более 2800 международных и национальных экспертов, которые работают в рамках проектов в различных странах мира.

### Информационные услуги, базы данных, бюллетени и инструментальные программные средства
Информационные услуги и базы данных ЮНИДО включают издание реферативных журналов по промышленному развитию и охватывают такие области, как промышленная статистика, экономическая конъюнктура, финансы, промышленные технологии, энергетика, агропромышленность, национальные центры более чистого производства и биобезопасность. В рамках деятельности ЮНИДО в качестве глобального форума важное значение придается публикации доклада Industrial Development Report (Доклад о промышленном развитии). Также регулярно издаются Ежегодный доклад Генерального директора UNIDO at Work (Работа ЮНИДО). Кроме того, ЮНИДО выпускает ряд информационных бюллетеней, в частности еженедельные бюллетени UNIDOScope и FEATURE article (тематические статьи), размещаемые на веб-сайте ЮНИДО, а также ряд информационных бюллетеней в печатной форме, регулярно выпускаемых отдельными группами по комплексным программам. Одним из наиболее успешных инструментальных программных средств оценки проектов является КОМФАР-III Эксперт. Созданное позднее инструментальное программное средство UNIDO EXCHANGE (Биржа ЮНИДО) обеспечивает сеть оперативной информации по вопросам предпринимательства.

## Представительность ЮНИДО на местах
Региональные и страновые отделения. ЮНИДО представлена в следующих странах: Алжир, Боливия, Вьетнам, Гана, Гвинея, Египет, Зимбабве, Индия, Индонезия, Иран (Исламская Республика), Камерун, Кения, Китай, Колумбия, Кот-д’Ивуар, Ливан, Мадагаскар, Марокко, Мексика, Нигерия, Объединённая Республика Танзания, Пакистан, Сенегал, Судан, Таиланд, Тунис, Уругвай, Филиппины и Эфиопия. В 2004 году планируется открыть региональное отделение в Южной Африке.
Сеть содействия инвестированию и передаче технологий. В целях содействия притоку инвестиций и технологий в развивающиеся страны и страны с переходной экономикой ЮНИДО использует сеть отделений по содействию инвестированию и передаче технологий (ОСИТ), финансируемых следующими странами, в которых они находятся: Бахрейн, Бельгия, Бразилия, Греция, Италия, Китай (Пекин и Шанхай), Мексика, Польша, Республика Корея, Российская Федерация, Соединённое Королевство, Франция (Париж и Марсель) и Япония. Валлонский регион Бельгии имеет также ОСИТ в центральных учреждениях ЮНИДО в Вене.
Сеть ОСИТ также включает группы содействия инвестированию (проекты технического сотрудничества) в Египте, Иордании, Марокко, Тунисе и Уганде, которые финансируются Италией.
ЮНИДО и ЮНЕП создали 30 национальных центров более чистого производства (НЦЧП) и программ.
Десять международных технологических центров как в развитых, так и в развивающихся странах, в том числе в Бразилии, Индии, Италии, Китае, Российской Федерации и Турции играют роль катализаторов в модернизации технологий, а также содействуют управлению процессом технологических изменений.
Пятьдесят шесть субподрядных и партнёрских бирж (СПБ) более чем в 30 странах способствуют поддержанию рабочих связей между малыми, средними и крупными производственными предприятиями и имеют выход на мировые рынки и в сети поставщиков.